# Parque nacional de Thrumshingla
El Parque Nacional Thrumshingla es un área protegida en el centro del país asiático de Bután cubre poco más de 905 kilómetros cuadrados (349 millas cuadradas) en cuatro distritos, pero principalmente en Mongar. Es atravesada por una carretera lateral, y contiene el paso de Thrumshing La.
Thrumshingla es un parque templado, con grandes extensiones de bosques maduros de abeto, sus altitudes que van desde 700 metros (2.300 pies) a 4.400 metros (14.400 pies). Thrumshingla es el hogar de seis especies de aves amenazadas: Aceros nipalensis, Spelaeornis caudatus, Tragopan satyra, Sitta formosa, Harpactes wardi y Arborophila mandellii. 